# Hadi Saei
Hadi Saei Bonehkohal –en persa, هادی ساعی بنه‌کهال– (Ray, 10 de junio de 1976) es un deportista iraní que compitió en taekwondo.
Participó en tres Juegos Olímpicos de Verano entre los años 2000 y 2008, obteniendo un total de tres medallas, dos de oro y una de bronce. En los Juegos Asiáticos consiguió dos medallas en los años 2002 y 2006.
Ganó cuatro medallas en el Campeonato Mundial de Taekwondo entre los años 1999 y 2007, y dos medallas en el Campeonato Asiático de Taekwondo en los años 2002 y 2006.

## Palmarés internacional
| Juegos Olímpicos    | Juegos Olímpicos                  | Juegos Olímpicos  | Juegos Olímpicos |
| Año                 | Lugar                             | Medalla           | Categoría        |
| ------------------- | --------------------------------- | ----------------- | ---------------- |
| 2000                | Sídney (Australia)                | Medalla de bronce | –68 kg           |
| 2004                | Atenas (Grecia)                   | Medalla de oro    | –68 kg           |
| 2008                | Pekín (China)                     | Medalla de oro    | –80 kg           |
| Campeonato Mundial  |                                   |                   |                  |
| Año                 | Lugar                             | Medalla           | Categoría        |
| 1999                | Edmonton (Canadá)                 | Medalla de oro    | –72 kg           |
| 2003                | Garmisch-Partenkirchen (Alemania) | Medalla de plata  | –72 kg           |
| 2005                | Madrid (España)                   | Medalla de oro    | –72 kg           |
| 2007                | Pekín (China)                     | Medalla de bronce | –72 kg           |
| Juegos Asiáticos    |                                   |                   |                  |
| Año                 | Lugar                             | Medalla           | Categoría        |
| 2002                | Busan (Corea del Sur)             | Medalla de oro    | –72 kg           |
| 2006                | Doha (Catar)                      | Medalla de bronce | –72 kg           |
| Campeonato Asiático |                                   |                   |                  |
| Año                 | Lugar                             | Medalla           | Categoría        |
| 2002                | Amán (Jordania)                   | Medalla de plata  | –72 kg           |
| 2006                | Bangkok (Tailandia)               | Medalla de oro    | –72 kg           |